# La guillotine permanente
La guillotine permanente (deutsch: „Die beständige Guillotine“) ist ein französisches Kampf- und Revolutionslied, das während der Französischen Revolution aufkam. Es besingt die Guillotine und deren Einsatz als Waffe der Revolution.

## Hintergrund

### Geschichtliches

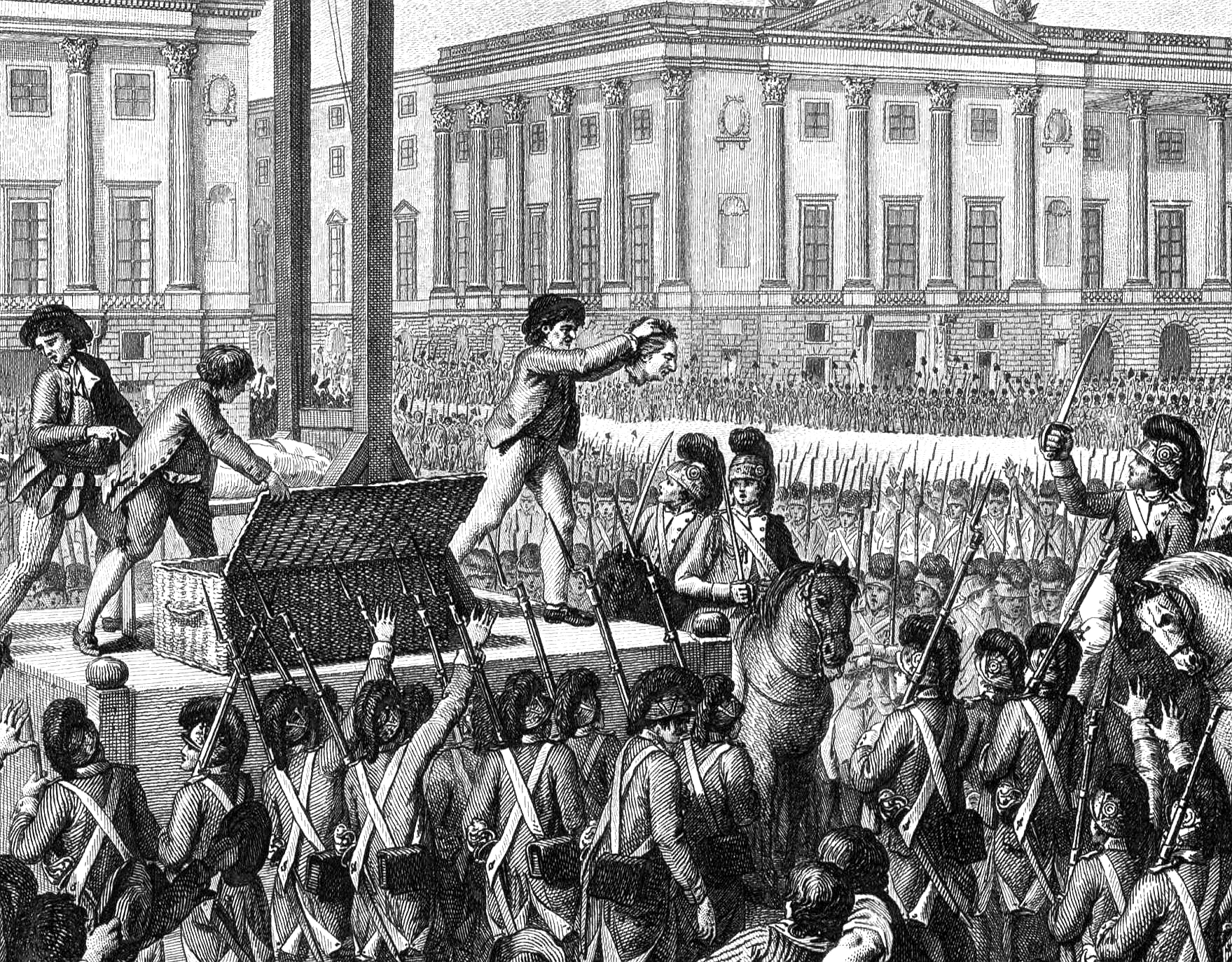
Darstellung einer Guillotinehinrichtung

Gegen Ende des Jahres 1789 verhandelte die Konstituante über ein neues Strafgesetz für Frankreich. Unter den Vertretern des Bürgertums befand sich der Arzt Joseph-Ignace Guillotin, welcher sich unter anderem für die strafrechtliche Gleichstellung der Stände einsetzte. In diesem Zusammenhang forderte er auch, dass sämtliche Todesurteile durch Enthauptung vollstreckt würden. Ein „einfacher Mechanismus“ sollte einen möglichst raschen und schmerzlosen Tod sicherstellen und dadurch die Hinrichtung humanisieren. Diese Reformbemühungen Guillotins führten letztendlich dazu, dass die ab 1792 aufgestellten Enthauptungsmaschinen als Guillotine bezeichnet wurden. (Guillotin wird zu Unrecht häufig als „Erfinder der Guillotine“ betitelt. Auch die Verse von La guillotine permanente schreiben ihm das „Fertigen“ der Maschine zu. Tatsächlich war Guillotin an der Entwicklung des nach ihm benannten Apparates an sich nicht beteiligt.)

### Die Melodie
Die Melodie von La guillotine permanente war schon lange vor der Französischen Revolution bekannt; ihre Spuren reichen bis in das 16. Jahrhundert zurück. Das alte Volkslied Si le roi m’avait donné wird zu dieser Melodie gesungen, Molière zitiert es in der im Jahr 1666 uraufgeführten Komödie Der Menschenfeind.
La guillotine permanente ist nicht der einzige aus der Französischen Revolution stammende Text, der zu dieser Melodie gedichtet wurde.

## Text
Französischer Text:
Le député Guillotin

Dans la médecine

Très expert et très malin

Fit une machine

Pour purger le corps français

De tous les gens à projets

C’est la guillotine, ô gué

C’est la guillotine

Pour punir la trahison

La haute rapine

Ces amateurs de blasons

Ces gens qu’on devine

Voilà pour qui l’on a fait

Ce dont on connaît l’effet

C’est la guillotine, ô gué

C’est la guillotine

A force de comploter

La horde mutine

A gagné sans y penser

Migraine maline

Pour guérir ces messieurs-là

Un jour on les mènera

A la guillotine, ô gué

A la guillotine

De la France on a chassé

La noble vermine

On a tout rasé, cassé

Et mis en ruine

Mais de noble on a gardé

De mourir le cou tranché

Par la guillotine, ô gué

Par la guillotine

Messieurs les nobles mutins

Dont chacun s’échine

Soufflant par des efforts vains

La guerre intestine

Si nous vous prenons vraiment

Vous mourrez très noblement

A la guillotine, ô gué

A la guillotine

Le dix nous a procuré

Besogne de reste

Les traîtres ont abondé

C’est pis qu’une peste

Comme on n’en veut pas manquer

On punit sans déplanter

La machine reste, ô gué

La machine reste
Deutsche Übersetzung:
Der Abgeordnete Guillotin

In der Medizin

Sehr kundig und sehr klug

Fertigte eine Maschine

Um den Körper Frankreichs zu reinigen

Von allen Leuten hinter Plänen

Das ist die Guillotine, hurra

Das ist die Guillotine

Um den Verrat zu bestrafen

Den großen Diebstahl

Diese Wappennarren

Diese Leute, man erratet welche

Für diese haben wir sie gemacht

Sie, deren Wirkung wir kennen

Das ist die Guillotine, hurra

Das ist die Guillotine

Durch das Anzetteln

Der meuterischen Horde

Holte man sich ohne daran zu denken

Furchtbare Kopfschmerzen

Um diese Herren zu heilen

Werden wir sie eines Tages führen

Zu der Guillotine, hurra

Zu der Guillotine

Von Frankreich aus haben wir gejagt

Das noble Gesindel

Haben alle wegrasiert, zerschlagen

Und alle ruiniert

Aber die Noblen sind vorbereitet

Mit durchtrenntem Hals zu sterben

Durch die Guillotine, hurra

Durch die Guillotine

Die Herren, die noblen Meuterer

Jene die sich abschinden

Leiden unter vergeblichen Bemühungen

Dem inneren Krieg

Wenn wir euch ernst nehmen

Werdet ihr sehr nobel sterben

Auf der Guillotine, hurra

Auf der Guillotine

Der Zehnte bescherte uns

Weitere Arbeit

Verräter gibt es reichlich

Es ist schlimmer als eine Pest

Wir wollen es nicht verfehlen

Ohne Ausnahmen zu bestrafen

Die Maschine bleibt, hurra

Die Maschine bleibt

## Trivia
La guillotine permanente ist im 2014 erschienenen Videospiel Assassin’s Creed Unity zu hören, dessen Handlung in der Französischen Revolution angesiedelt ist.

## Aufnahmen
- Catherine Ribeiro: 1989… Déjà! (1988)[13]
- Jean-Louis Caillat: Chansons de la Révolution (1989)[14]
- Marc Ogeret: Chante La Révolution (1989)[15]